# Вне подозрений (фильм, 1995)
«Вне подозрений» (англ. Above Suspicion) — американский кинофильм, триллер режиссёра Стивена Шэхтера.

## Сюжет
В благополучной жизни полицейского детектива из Сан-Диего Демпси Кейна есть единственная проблема: любовная связь жены с его братом — таким же полицейским, как и он сам. Но вдобавок, однажды на задании Демпси получает ранение, сделавшее его инвалидом.
Неожиданный поворот событий только подыграл любовникам. И тогда Демпси разрабатывает чудовищный план мести: он предлагает Нику и Гэйл получить многомиллионную страховку… за собственную жизнь.

## В ролях
| Актёр              | Роль            |
| ------------------ | --------------- |
| Кристофер Рив      | Демпси Кейн     |
| Джо Мантенья       | Элан Ринехарт   |
| Ким Кэттролл       | Гэйл Кейн       |
| Эдвард Керр        | Ник Кейн        |
| Джеффри Ривас      | Энрике          |
| Финола Хьюз        | Айрис           |
| Уильям Мэйси       | Шульц           |
| Рон Канада         | капитан         |
| Наталья Ногулич    | Уоллес          |
| Кларк Грегг        | Рэнди           |
| Джоанна Майлс      | Лора            |
| Фрэнк Медрано      | Хорхе де ла Пас |
| Блэйк Фостер       | Дэймон Кейн     |
| Марти Ливай        | Сид             |
| Джей Джей Джонстон | Хенк            |
| Лайонел Марк Смит  | Ларри           |

## Съёмочная группа
- Режиссёр: Стивен Шэхтер (Steven Schachter)
- Сценарий: Стивен Шэхтер, Джерри Лэзарус, Уильям Х. Мэйси
- Продюсер: Уильям Харт
- Исполнительный продюсер: Кит Сэмплс
- Оператор: Росс Берримэн
- Художник: Ричард Шерман
- Композитор: Майкл Хениг
- Монтаж: Мартин Хантер
- Костюмы: Бетти Печа Мэдден

## Создание картины
После съёмок в серии картин о Супермена с 1978 по 1987 год, Кристофер Рив на 7 лет покинул съёмочные площадки посвятил всё время личной жизни. В 1994 году он снялся в роли парализованного офицера полиции в фильме «Вне подозрений». С тем чтобы лучше вжиться в роль Рив даже посещал центр по реабилитации парализованных больных, отметив для себя насколько легко можно получить подобную травму. По несчастливому стечению обстоятельств 27 мая 1995 года, всего через 6 дней после выхода фильма на экраны во время конной прогулки Рива выбросила из седла норовистая лошадь. Он получил тяжелую травму позвоночника и на всю оставшуюся жизнь остался прикован к инвалидному креслу.